# Сомађа (Сондрио)
Сомађа је насеље у Италији у округу Сондрио, региону Ломбардија.
Према процени из 2011. у насељу је живело 657 становника. Насеље се налази на надморској висини од 205 м.